# Zwardoń
Zwardoń is een dorp in de Poolse woiwodschap Silezië. De plaats maakt deel uit van de gemeente Rajcza en telt 1000 inwoners.

## Verkeer en vervoer

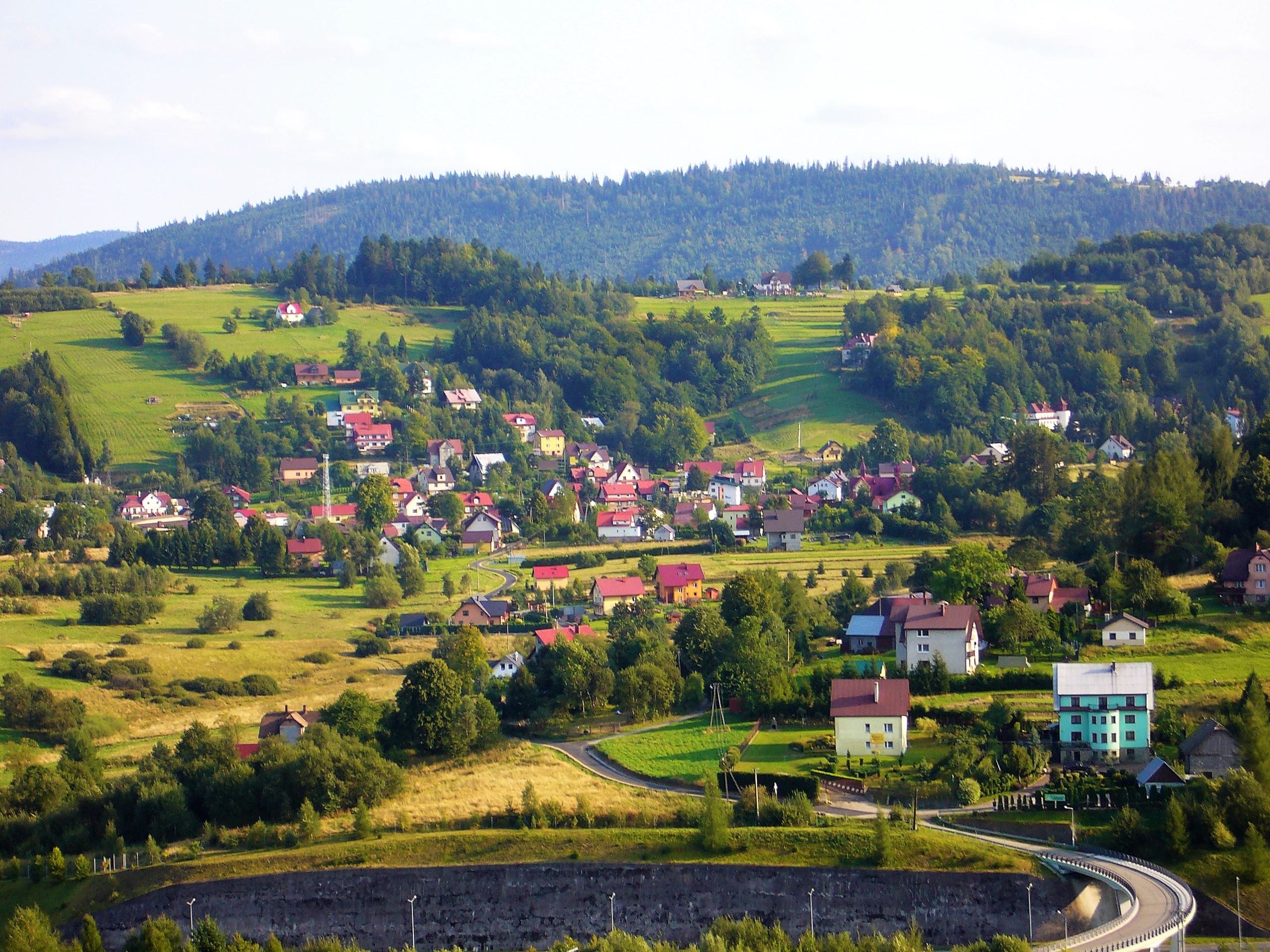
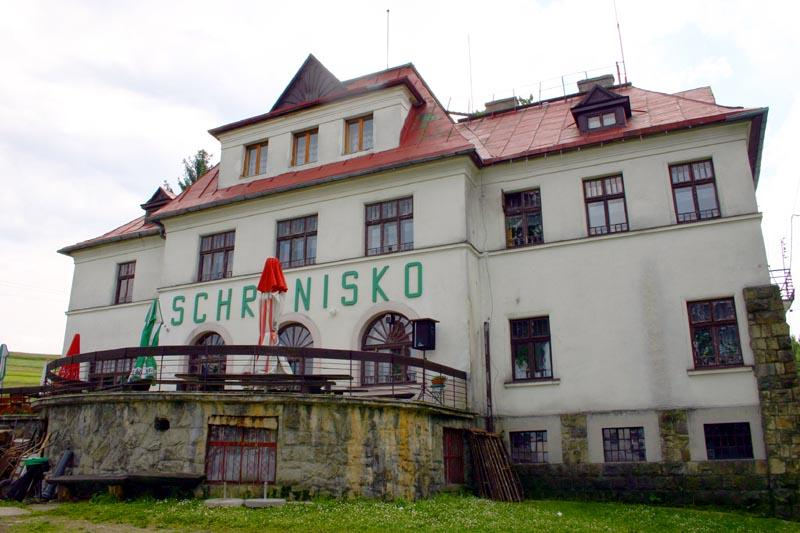
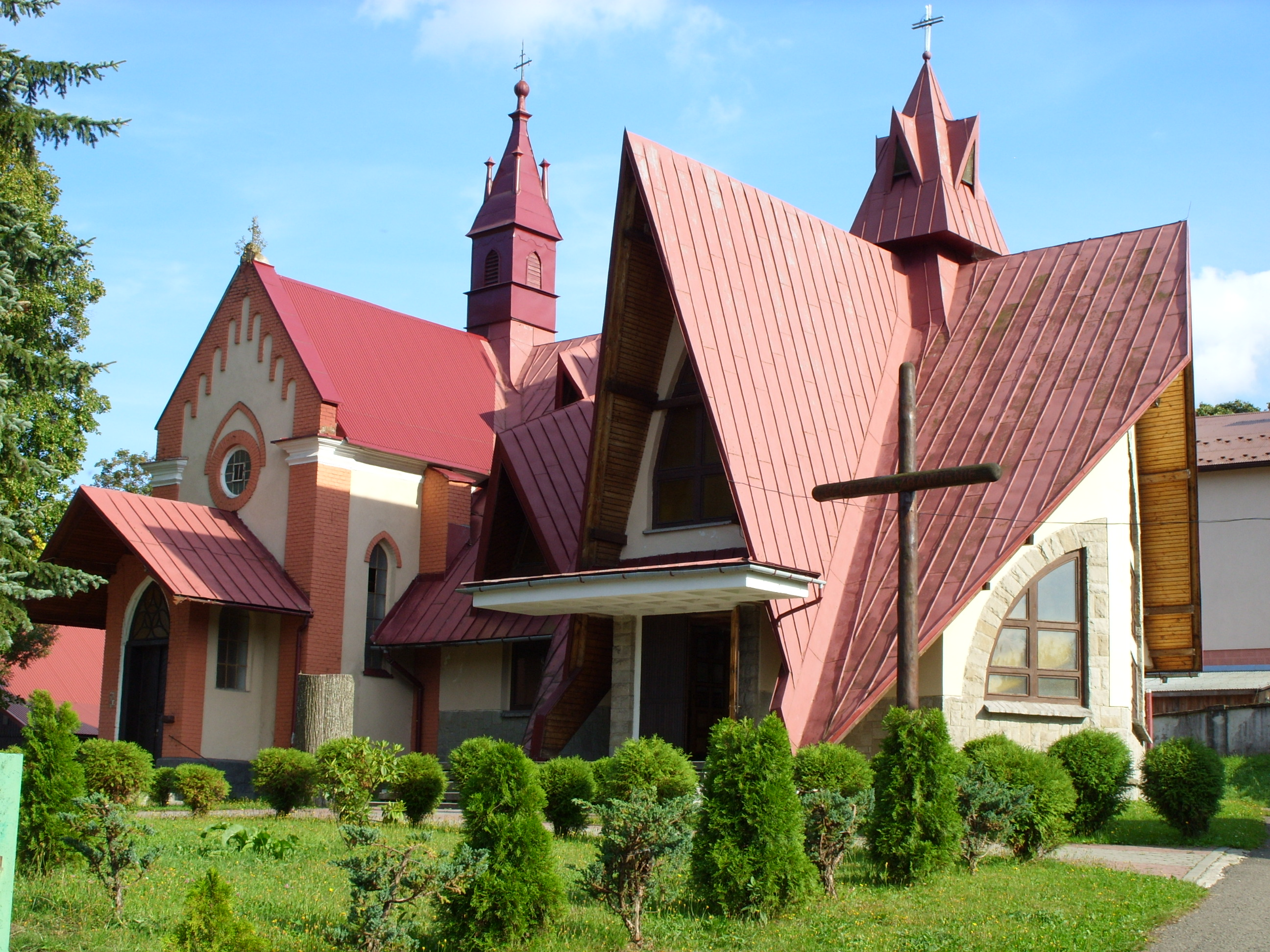
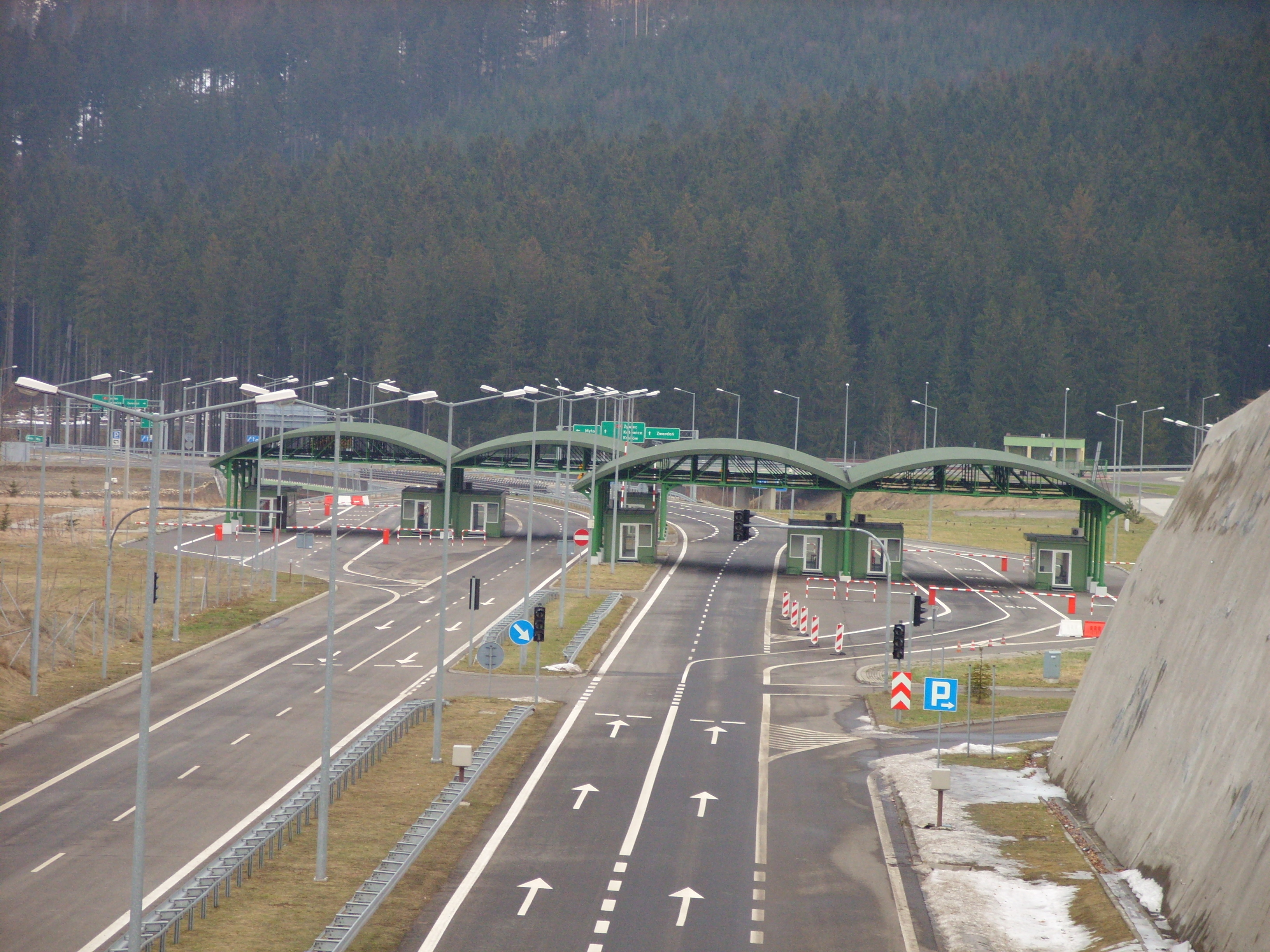

- Station Zwardoń